# Shorea pachyphylla
Shorea pachyphylla (tiếng Anh thường gọi là Dark Red Meranti) là một loài thực vật thuộc họ Dipterocarpaceae. Loài này có ở Brunei và Malaysia. Chúng hiện đang bị đe dọa vì mất môi trường sống.